# Pietro Fiocchi (politico 1964)
Pietro Fiocchi (Milano, 22 maggio 1964) è un politico e imprenditore italiano, Ex presidente e membro del consiglio d’amministrazione di Fiocchi of America Inc., la divisione americana, con sede a Ozark, nel Missouri, dell’azienda italiana specializzata nella produzione di cartucce e munizioni di piccolo calibro.

## Biografia
Dopo la laurea in ingegneria aerospaziale presso la University of Missouri di Rolla, nel 1990 entra in marina militare svolgendo servizio di Guardiamarina presso la nave da sbarco San Giorgio fino al 1992 e lavorando con il Battaglione San Marco e con Comsubin, reparto delle forze speciali italiane.
Dopo i due anni in marina inizia l'attività professionale come direttore tecnico presso Ravasi Robotics, ditta di robotica italiana, prima di entrare in Fiocchi Munizioni in qualità di responsabile e direttore tecnico. Nel 1998 diventa presidente e membro del consiglio d’amministrazione di Fiocchi of America, sviluppandone le vendite fino a 90 milioni di dollari grazie a investimenti in macchinari di produzione e sviluppo dei prodotti, alla creazione di un fitto network di vendite e all'incremento della forza lavoro. Nel 2007 fonda Fiocchi UK, mentre nel 2015 diventa membro del consiglio d’amministrazione di Target, ditta neozelandese di produzione di cartucce da caccia e da tiro.
Nel 2017 la famiglia Fiocchi, ormai talmente allargata da avere nella holding 47 soci, decide di cedere il 60% dell'azienda al fondo Charme III della famiglia Montezemolo e di mantenere il 40%.
Nel 2019 si candida alle elezioni europee del 26 maggio, presentandosi come indipendente nelle liste di Fratelli d’Italia nel Collegio Nord Ovest (che comprende Lombardia, Piemonte, Liguria e Val d'Aosta). Temi del suo programma sono la tutela della caccia, l'ambiente, l'industria. Viene quindi eletto alla carica di europarlamentare della IX legislatura del Parlamento europeo con 9.334 preferenze.
Nel maggio del 2024, in occasione delle elezioni europee, viene candidato nella lista di Fratelli d'Italia per la circoscrizione nord-occidentale. Con 19.172 preferenze, si piazza al sesto posto, risultando rieletto.
Il 23 luglio dello stesso anno, viene eletto fra i vice-presidenti della Commissione per l'ambiente, la sanità pubblica e la sicurezza alimentare del Parlamento europeo.

## Vita privata
Appassionato di caccia e tiro a segno, è sposato e ha due figli.